# Caroline Calvé
Caroline Calvé (ur. 1 października 1978 w Hull) – kanadyjska snowboardzistka. Jej najlepszym wynikiem olimpijskim jest 6. miejsce w gigancie równoległym na igrzyskach w Soczi. Na mistrzostwach świata najlepszy wynik uzyskała na mistrzostwach w Arosa, gdzie zajęła 10. miejsce w slalomie równoległym. Najlepsze wyniki w Pucharze Świata osiągnęła w sezonie 2012/2013, kiedy to zajęła 3. miejsce w klasyfikacji PAR.

## Sukcesy

### Igrzyska olimpijskie
| Miejsce | Dzień     | Rok  | Miejscowość | Konkurencja       | Zwycięzca           |
| ------- | --------- | ---- | ----------- | ----------------- | ------------------- |
| 20.     | 26 lutego | 2010 | Vancouver   | Gigant równoległy | Nicolien Sauerbreij |
| 6.      | 19 lutego | 2014 | Soczi       | Gigant Równoległy | Patrizia Kummer     |
| 26.     | 22 lutego | 2014 | Soczi       | Slalom równoległy | Julia Dujmovits     |

### Mistrzostwa świata
| Miejsce | Dzień       | Rok  | Miejscowość | Konkurencja       | Zwycięzca                 |
| ------- | ----------- | ---- | ----------- | ----------------- | ------------------------- |
| 29.     | 16 stycznia | 2007 | Arosa       | Gigant równoległy | Jekatierina Tudiegieszewa |
| 10.     | 17 stycznia | 2007 | Arosa       | Slalom równoległy | Heidi Neururer            |
| 11.     | 20 stycznia | 2009 | Gangwon     | Gigant równoległy | Marion Kreiner            |
| 25.     | 21 stycznia | 2009 | Gangwon     | Slalom równoległy | Fränzi Mägert-Kohli       |
| 21.     | 19 stycznia | 2011 | La Molina   | Gigant równoległy | Alona Zawarzina           |
| 18.     | 21 stycznia | 2011 | La Molina   | Slalom równoległy | Hilde-Katrine Engeli      |
| 34.     | 25 stycznia | 2013 | Stoneham    | Gigant równoległy | Isabella Laböck           |
| 19.     | 27 stycznia | 2013 | Stoneham    | Slalom równoległy | Jekatierina Tudiegieszewa |

### Puchar Świata

#### Miejsca w klasyfikacji generalnej
- 2003/2004 – -
- 2005/2006 – 123.
- 2006/2007 – 42.
- 2007/2008 – 61.
- 2008/2009 – 47.
- 2009/2010 – 44.
- 2010/2011 – 28.
- 2011/2012 – 12.
- 2012/2013 – 3.
- 2013/2014 – 7.
- 2014/2015 –

#### Zwycięstwa w zawodach
1. Carezza – 21 grudnia 2011 (gigant równoległy)
2. Moskwa – 23 lutego 2013 (slalom równoległy)
3. Carezza – 14 grudnia 2013 (slalom równoległy)

#### Pozostałe miejsca na podium w zawodach
1. Valmalenco – 22 marca 2009 (Gigant równoległy) – 2. miejsce
2. Carezza – 21 grudnia 2012 (gigant równoległy) – 2. miejsce
3. Arosa – 10 marca 2013 (gigant równoległy) – 3. miejsce
4. Carezza – 16 grudnia 2014 (gigant równoległy) – 2. miejsce